# Zajari Chepiga
Zajari Oleksíyovich Chepiga (en ucraniano: Захарій Олексійович Чепіга, 1725-Ekaterinodar, 14 de enero de 1797) también conocido Jarkó o Jaritón (Харько́, Харито́н) fue el segundo atamán de la hueste de cosacos del Mar Negro, tras Sidir Bili, y mayor general del ejército ruso. Comandó tropas en las guerras ruso-turcas de la segunda mitad del siglo XVIII y en la migración hacia el Kubán.  
Se desconoce la fecha y el lugar exacto de su nacimiento, aunque la mayoría de los investigadores la sitúan alrededor de 1725. Su apellido real era Kulishev y provenía de una familia aristócrata local. Llegó al Sich alrededor de 1750, inscribiéndose al servicio del asentamiento Kisliakovski. En 1767 fue designado a labores de vigilancia de fronteras y participó en la guerra ruso-turca de 1768-1774, tras la que fue nombrado coronel (polkovnik) en 1775. Fue asignado a la escolta del kniaz Prozorovski. 

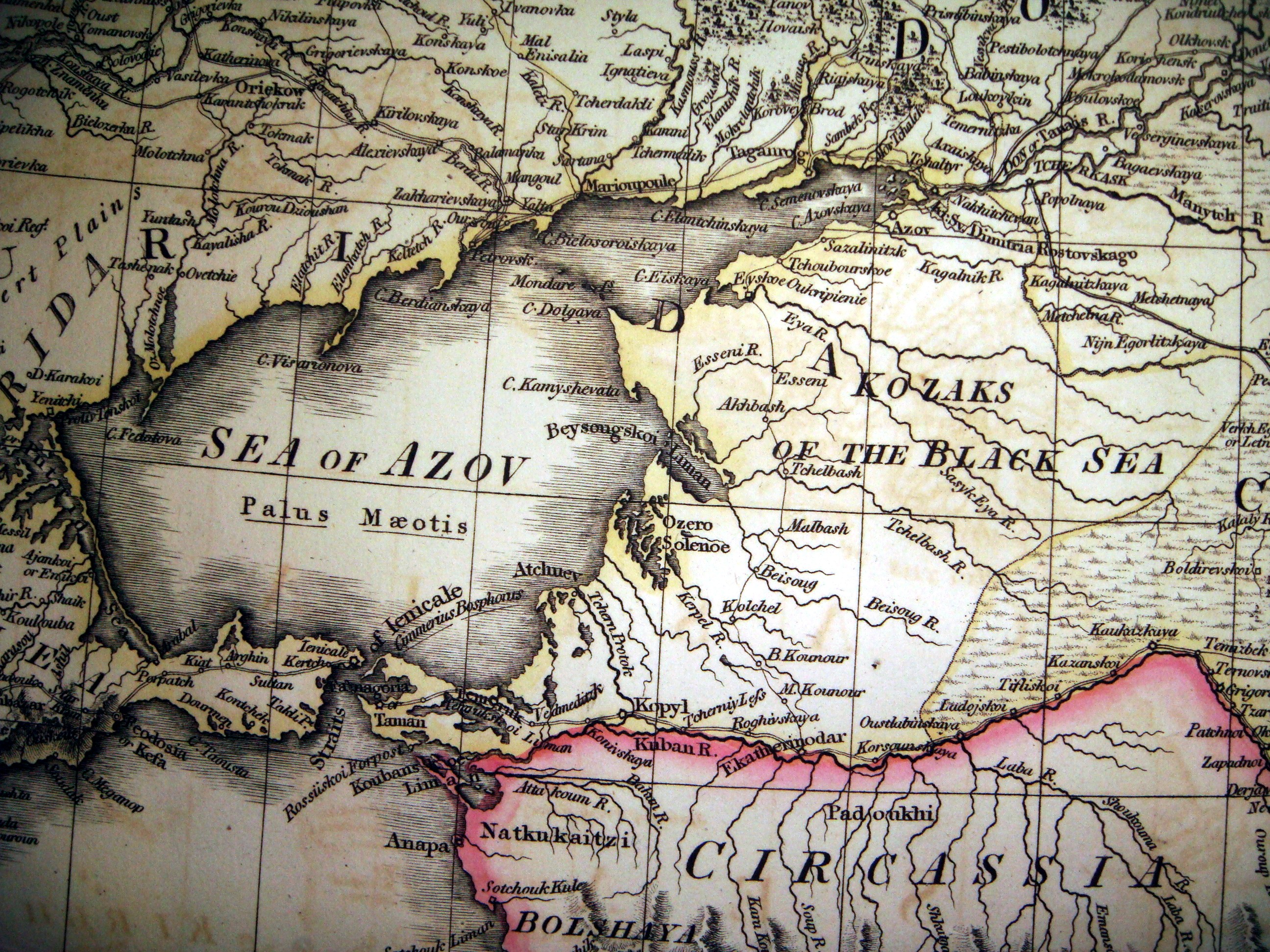
Tierra asignada a la hueste de cosacos del Mar Negro.

En 1777 fue nombrado capitán. Ese año fue adjuntado a la escolta del  kniaz Potiomkin a partir de 1787, participando en la guerra ruso-turca de 1787-1792 ya con la hueste de cosacos del Mar Negro, surgida de la hueste de cosacos de Zaporizhia. En 1788, fue nombrado atamán. Sus tropas se distinguieron en la toma de Ochákov, en la isla de Berezan, en Jadsibey, en la fortaleza de Akkerman y Bender, mostrando gran valor en el asalto a Izmail en 1790. En el transcurso de esta campaña fue herido penosamente en el hombro, por lo que fue ascendido a jefe de brigada y recibió la Orden de San Jorge y la Orden de San Vladimiro.
Tras la guerra, se ocupó de la organización de los nuevos asentamientos (kuren) de la hueste de cosacos en el Kubán. En 1794 participó en el apaciguamiento de la insurrección de Kościuszko. Chepiga se convirtió en un potentado latifundista con tierras tanto en Ucrania como en las nuevas tierras circasianas, con una gran propiedad a orillas del río Kirpili, y varios establecimientos en el territorio del actual krai de Krasnodar. Murió en 1797 y fue enterrado en Ekaterinodar. A su muerte fue nombrado atamán Antín Golovati.

## Enlaces externos y referencias

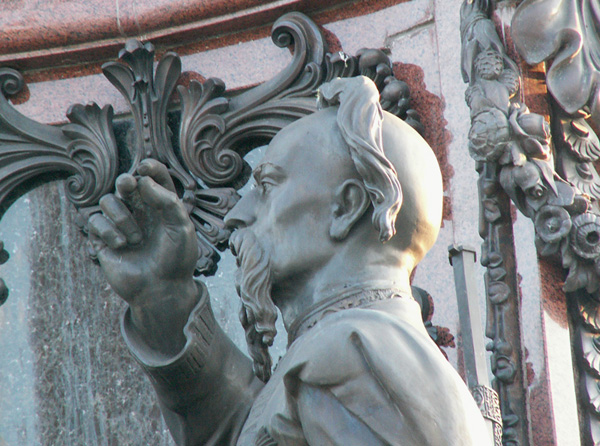
Monumento a Chepiga en Krasnodar.